# Langosto
Langosto es una localidad de la provincia de Soria, partido judicial de Soria, Comunidad Autónoma de Castilla y León, España. Pueblo de la comarca de El Valle y La Vega Cintora que pertenece al municipio de El Royo.

## Geografía

### Situación
Confina el término al norte con Sotillo del Rincón, este con Oteruelos; sur Vinuesa , y oeste con Hinojosa de la Sierra. Regado por el río Duero comprende un monte poblado de encina.

### Demografía
En el año 2000 contaba con 17 habitantes, concentrados en el núcleo principal, pasando a 11 en 2014.

## Historia
Sobre la base de los datos del censo de Pecheros de 1528, en el que no se contaban eclesiásticos, hidalgos y nobles, se registra la existencia 5 pecheros, es decir unidades familiares que pagaban impuestos. Figura en el documento original escrito como El Angosto.
A la caída del Antiguo Régimen la localidad se constituye en municipio constitucional en la región de Castilla la Vieja, partido de Soria, que en el censo de 1842 contaba con 9 hogares y 40 vecinos. A mediados del siglo XIX se integra en Hinojosa de la Sierra.

## Lugares de interés
- Iglesia de Santa Maria Magdalena: iglesia románica de una sola nave y ábside semicircular con amplio presbiterio. Cornisa corrida sobre canecillos lisos biselados y portada al sur bajo un pórtico de dos arcos del siglo XVII.